# Северськ (Куявсько-Поморське воєводство)
Северськ (пол. Siewiersk) — село в Польщі, у гміні Хоцень Влоцлавського повіту Куявсько-Поморського воєводства.
Населення — 113 осіб (2011).
У 1975-1998 роках село належало до Влоцлавського воєводства.

## Демографія
Демографічна структура станом на 31 березня 2011 року:
|          | Загалом | Допрацездатний вік | Працездатний вік | Постпрацездатний вік |
| -------- | ------- | ------------------ | ---------------- | -------------------- |
| Чоловіки | 54      | 11                 | 38               | 5                    |
| Жінки    | 59      | 10                 | 37               | 12                   |
| Разом    | 113     | 21                 | 75               | 17                   |